# Richard Hughes (Schriftsteller)
Richard Arthur Warren Hughes OBE (* 19. April 1900 in Weybridge/Surrey, England; † 28. April 1976 in Harlech/Gwynedd, Wales) war ein britischer Schriftsteller. Er gilt als der Autor des ersten europäischen Hörspiels.

## Leben
Richard Hughes studierte in Oxford, wo er Freundschaft mit Robert Graves, Aldous Huxley und T. E. Lawrence schloss. Während des Ersten Weltkriegs war er Kriegsfreiwilliger und bereiste anschließend, zeitweise trampend, Europa, die USA, Kanada, Westindien und den Nahen Osten, wo er Umgang mit Berbern, Arabern und Indern suchte.
Hughes arbeitete zeitweilig als Journalist und dann als freier Schriftsteller. Zu seinen bekanntesten Werken gehört der Roman The Innocent Voyage (Harper, 1929), der später unter dem Titel A High Wind in Jamaica (dt. Ein Sturmwind auf Jamaika) neu aufgelegt wurde. Außer See- und Abenteuerromanen, die oft mit den Arbeiten Joseph Conrads verglichen werden und von denen einige auch auf Deutsch erschienen sind, verfasste Hughes Stücke für das Theater und den Funk, die Shaw als „beste Einakter, die je geschrieben wurden“ bezeichnete. 1938 erschien sein Roman In Hazard, der mehrfach unter verschiedenen Titeln in deutscher Sprache verlegt wurde, zuletzt 2012 im Dörlemann Verlag, Zürich.
Sein Stück A Comedy of Danger, am 15. Januar 1924 von der BBC ausgestrahlt, gilt als das erste europäische Hörspiel. Am 24. August 1925 wurde es von der NORAG in Hamburg (mit Paul Ellmar, Edith Scholz und Karl Pündter) unter dem Titel Gefahr gesendet. Der Medienwissenschaftler Reinhard Döhl schreibt über dieses Hörspiel: „Was Danger von Hughes Einaktern unterscheidet, ist ein Kunstgriff, mit dem er das Stück gleichsam funkgerecht macht. Das Ausfallen des Lichts während einer Bergwerksbesichtigung löst einen Dialog und damit das Hörspiel aus.“
1932 heiratete Hughes die Malerin Frances Bazley und zog mit seiner Familie in die abgelegene Cardigan Bucht. 1936 wurde er Vizepräsident des Welsh National Theatre. Von Mitte der 1940er-Jahre bis 1955 war Hughes für die Ealing Studios als Drehbuchautor tätig. In den 1960er-Jahren bis zu seinem Tod schrieb er an der Trilogie The Human Predicament, deren ersten beiden Bände (The Fox in the Attic, das den Hitlerputsch 1923 thematisierte, und The Wooden Shepherdess) noch zu seinen Lebzeiten erschienen.
1963 wurde er als Ehrenmitglied in die American Academy of Arts and Letters gewählt.

## Kunstmärchen
| - Der Wunderhund - Das finstere Kind; auch: Das dunkle Kind - Der Gärtner und die weißen Elefanten - Der Mann mit dem grünen Gesicht - Die Reise durch das Telefon; auch: Die Telephonfahrt - Das Glaskugelland; auch: Die Glaskugellandschaft - Nichts - Die übereilige Köchin; auch: Die vorschnelle Köchin | - Der Palast der Spinne - Die Ameisen - Die Einladung - Die drei Gastwirte; auch: Die drei Gastwirte oder Des Königs Beine - Die Zauberarznei - Der Porzellanspaniel; auch: Der Porzellanmops - Das Zauberglas - Der Weihnachtsbaum | - Die alte Königin - Die Schule - Die drei Schafe - Im Fahren - Inhalieren - Das Walfischheim - Gertrude und das Meermädchen - Gertrudes Kind |

## Romane
- 1929: A High Wind in Jamaica (UK) bzw. The Innocent Voyage (USA).
  - Deutsch von Annemarie Seidel: Ein Sturmwind auf Jamaika. Erste deutsche Ausgabe. Suhrkamp Verlag, Frankfurt am Main 1950.
  - Neuübersetzung aus dem Englischen von Michael Walter, Orkan über Jamaika, Dörlemann Verlag, Zürich 2013, ISBN 978-3-908777-91-5.
  - sowie als Taschenbuch: 1. Auflage. Suhrkamp Verlag (suhrkamp taschenbuch 980), Frankfurt am Main 1984. ISBN 3-518-37480-X.
- 1938: In Hazard.
  - Deutsch von Richard Möhring, Alfred Newman: Hurrikan im Karibischen Meer. Suhrkamp Verlag (Bibliothek Suhrkamp 32), Frankfurt am Main 1956.
  - sowie als Taschenbuch: 1. Auflage. Suhrkamp Verlag (Suhrkamp Taschenbuch 394), Frankfurt am Main, 1977. ISBN 3-518-06894-6.
  - Neuübersetzung ins Deutsche von Michael Walter: In Bedrängnis 3. Auflage. Dörlemann Verlag, Zürich 2012, ISBN 978-3-908777-82-3.
- 1961: Fox in the Attic.
  - Deutsch von Maria Wolff: Der Fuchs unterm Dach. Insel-Verlag, Frankfurt am Main 1963.

## Verfilmungen
Drehbuch
- 1950: Kampf ums Geld (A run for your Money)
- 1954: Das geteilte Herz (The divided Heart)

Literarische Vorlage
- 1964: Sturm über Jamaika (A high Wind in Jamaica)